# Кохлу (округ)
Кохлу (урду ضلع کوہلو‎, англ. Kohlu District) — один из 30 округов пакистанской провинции Белуджистан. Административный центр — город Кохлу.

## География
Площадь округа — 7 610 км². На севере граничит с округом Лоралай, на западе — с округом Сиби, на юго-западе — с округом Болан, на юге — с округом Дера-Бугти, на востоке — с округом Баркхан.

## Административно-территориальное деление
Округ делится на три техсила:
- Кахан
- Кохлу
- Майвенд

## Население
По данным переписи 1998 года, население округа составляло 99 846 человек, из которых мужчины составляли 54,97 %, женщины — соответственно 45,03 %. Уровень грамотности населения (от 10 лет и старше) составлял 12,1 %. Уровень урбанизации — 9,68 %. Средняя плотность населения — 13,12 чел./км².